# Roba de llit

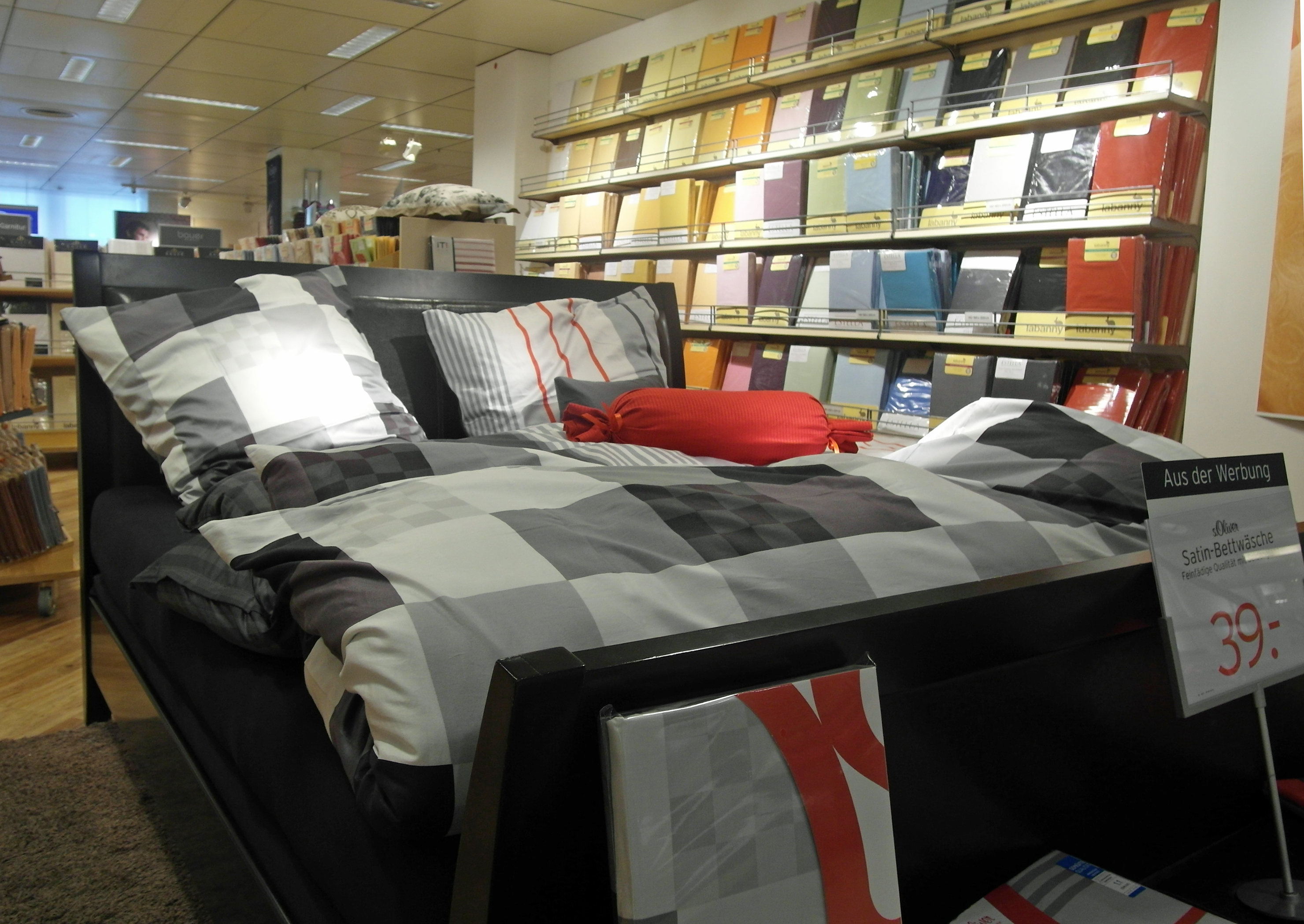
Roba de llit en una botiga

La roba de llit és el conjunt de peces de tela que serveixen per a cobrir o guarnir el llit, com llençols, flassades, etc. El seu ús té una finalitat higiènica i de confort tèrmic, però també serveix com a protecció del matalàs i té un efecte decoratiu. Els conjunts de roba de llit sovint es renten en rotació i es canvien segons l'estació de l'any per millorar la comoditat del son a diferents temperatures de l'habitació.

## Materials
Els tipus de llençols més comuns són el lli, el teixit setinat o franel·la o les mescles de cotó i polièster lleugers, de color sòlid o estampat, encara que també es pot utilitzar el lli i la seda, fins i tot en combinació. La ploma d'oca o d'ànec i altres plomes s'utilitzen amb freqüència com a farciment càlid i lleuger en edredons. Però aquest farciment pot sobresortir en part fins i tot de teixits ben teixits i ser irritant per a moltes persones, especialment aquelles amb al·lèrgies. Es comercialitzen alternatives de plomes naturals i sintètics. El batut de cotó, llana o polièster s'utilitza habitualment com a edredons i edredons alternatius. Aquests són menys costosos i més fàcils de rentar que els plomissols o plomes naturals. Les fibres sintètiques són millors en forma de batut termofusionat (on es creuen les fibres). Normalment s'utilitzen mantes de llana, cotó, acrílic o altres microfibres sintètiques de teixit gruixut o de punt, o mescles d'aquestes. El teixit produït a partir de l'ordit i la trama de cotó, l'ordit de cotó i la trama de lyocell té una millora significativa en tots els sentits i és el més adequat per fer roba de llit.